# Ламораль Егмонт
Ламораль Егмонт (нід. Lamoraal van Egmont; 18 листопада 1522 — 5 червня 1568) — військовий та державний діяч Іспанії, 4-й граф Егмонт, князь Гравере.

## Життєпис
Походив зі знатного роду Егмонтів, старша гілка яких раніше правили герцогством Гельдерн. Другий син Яна IV Емонгта, 2-го графа Егмонт, і Франсуази Люксембург. Народився 1522 року в Ла-Гамейде поблизу Ельзеля (графство Ено). 1528 року помирає його батько.
Здобув військову освіту в Іспанії. У 1542 році після смерті старшого брата Карла успадкував родинні маєтності й титули. У 1544 році в Шпаєрі пошлюбив представницю династії Пфальцьких Віттельсбахів.
1546 року імператор Карл V Габсбург призначає Егмонта капітан-генералом Нідерландів, імператорським камергером і робить кавалером Ордена Золотого Руна. Брав участь в Шмалькальденській війні проти лютеран. 1549 року супроводжував спадкоємця трону Філіппа Нідерландами.
Брав участь у війні проти Франції (в рамках Італійських війн). 1552 року призначено тимчасовим генерал-губернатором Люксембургу. Того ж року брав участь в облозі Меца, що виявилася для імператорського війська невдалою. 1554 року як посланець імператора разом з кардиналом Гранвелем вів перемовини щодо одруження інфанта Філіппа з англійською королевою Марією I Тюдор, що відбулося того ж року. 1555 року стає членом Державної ради.
У 1557 році звитяжив у битві при Сен-Кантені в Пікардії, де іспанці здобули перемогу. У 1558 році завдав тяжкої поразки французькому війську у битві біля Гравелінаа. 1559 року призначено штатгальтером Фландрії і Артуа. а також губернатором Гентської фортеці.
З посиленням протестантських рухів в Нідерландах зберіг вірність королю Філіппу II, підтримуючи намісницю Маргариту Пармську проти анабаптистів і кальвіністів. Разом з тим виступав проти надмірних визисків та політики впровадження інквізиції кардиналом Гранвелєм у 1562 році. Разом з Вільгельмом Оранським і Філіппом Монморансі-Горн 1564 року домігся в Державній ради відправлення Гранвеля з Нідерландів. 1565 року разом з Горном вирушив до Іспанії з проханням від державної ради пом'якшити фіскальну політику щодо Нідерландів, але отримав відмову. 1566 року приніс особисту присягу вірності королю.
1567 року новопризначений губернатор Нідерландів Фернандо Альварес де Толедо, герцог Альба, викликав Егмонта, Горна, Бредероде Оранського та його братів нібито для наради до Брюсселю, де заарештував їх. Егмонта і Горна було звинувачено в державній зраді та єресі й засуджено до страти, що було порушенням, оскільки обидва були кавалерами Ордена Золотого Руна — їх міг судити лише король та члену ордену. Попри заступництво аристократів та представників різних держав Європи обох було страчено, а їх майно частково конфісковано Іспанією, частково передано до єпископства Льєзького. Це зрештою призвело до зворотного результату, на який очікував Альба — до повстання проти Іспанії приєдналися аристократи та частина міст.

## Родина
Дружина — Сабіна, донька Йоганна II Віттельсбаха, пфальцграфа Зіммерну.
Діти:
- Елеонора (бл. 1545 — бл. 1582), дружина Йоріса ван Горна, бургграфа Вюрна
- Марія (бл. 1547 — бл. 1584), дружина Вільгельма ван Горна, сеньйора Клузена, Геезе
- Франсуаза (д/н — 1589),
- Магдалена (бл. 1549 — бл. 1617), дружина Флоріса ван Ставеле
- Марія Крістіна (бл. 1550—1622), дружина: 1) Удара ван Бурнонвіля, графа Енен-Л'єтара; 2) Вільгельма ван Лалаїна, графа Гогстратена і Ренненберга; 3) Карла фон Мансфельда, іспанського генерала
- Ізабелла (бл. 1555 — д/н)
- Філіп (1558—1590), 5-й граф Егмонта
- Анна (бл. 1560 — д/н), черницею в монастирі кларисинок Сент-Клер поблизу Арраса.
- Сабіна (1562—1614), дружина Георга Еберхард фон Золмьс-Ліх
- Йоганна (1563 — д/н), абатиса монастиря Св. Єлизавети в Брюсселі
- Ламораль (1565—1617), 6-й граф Егмонта
- Карл (1567—1620), 7-й граф Егмонта

## В мистецтві
- "Егмонт" трагедія Гете(1788)